# 里奇县 (犹他州)
里奇縣（英語：Rich County）是美國猶他州東北部的一個縣，北鄰愛達荷州，東鄰懷俄明州。面積2,813平方公里。根據美國2000年人口普查，共有人口1,961人，2005年人口為2,051人，在美國2010年人口普查中，人口為2,264人。縣治蘭道夫 (Randolph)。
成立於1864年，當時名為Richland County，1868年改為現名。縣名紀念摩門教的門徒查爾斯·C·里奇 (Charles C. Rich)。